# Radhakund
Radhakund là một thị xã và là một nagar panchayat của quận Mathura thuộc bang Uttar Pradesh, Ấn Độ.

## Nhân khẩu
Theo điều tra dân số năm 2001 của Ấn Độ, Radhakund có dân số 5889 người. Phái nam chiếm 54% tổng số dân và phái nữ chiếm 46%. Radhakund có tỷ lệ 65% biết đọc biết viết, cao hơn tỷ lệ trung bình toàn quốc là 59,5%: tỷ lệ cho phái nam là 76%, và tỷ lệ cho phái nữ là 53%. Tại Radhakund, 16% dân số nhỏ hơn 6 tuổi.